# The Shawshank Redemption
The Shawshank Redemption (titulada: Cadena perpetua en España, Sueños de libertad o Escape a la libertad en Argentina y Sueño de fuga en el resto de Hispanoamérica) es una película dramática escrita y dirigida por el estadounidense Frank Darabont, y producida por los estudios Castle Rock Entertainment, cuyo estreno se produjo en 1994. Su trama está basada en	Rita Hayworth y la redención de Shawshank (1982), una novela corta de Stephen King, y abarca una mirada optimista de la vida relatando la historia del banquero Andy, quien es condenado a cadena perpetua en la Penitenciaría Estatal de Shawshank, a pesar de haberse declarado inocente. Durante las dos décadas siguientes se hace amigo de un compañero de prisión, el contrabandista Red, y participa en una operación de blanqueo de dinero dirigida por el alcaide de la prisión Samuel Norton.
El elenco estuvo conformado por los protagonistas Tim Robbins y Morgan Freeman, así como por lo secundarios Bob Gunton, William Sadler, Clancy Brown, Gil Bellows, Mark Rolston y James Whitmore, al tiempo que Thomas Newman proporcionó la banda sonora. Darabont compró los derechos cinematográficos de la historia de King en 1987, pero su desarrollo comenzó cinco años después, luego de escribir el guion durante un período de ocho semanas. Tras presentarlo a Castle Rock, el director se aseguró un presupuesto de 25 millones USD, y en agosto de 1993 comenzó el rodaje, que aunque está ambientado en el estado de Maine, se llevó a cabo casi en su totalidad en Mansfield (Ohio), con el reformatorio estatal como la localización principal.
Si bien recibió críticas mayormente positivas tras su lanzamiento, en particular por su historia y por las actuaciones del dúo protagonista, únicamente generó 16 millones de USD durante su estreno. Se citaron muchas razones para su fracaso en ese momento, entre ellas la competencia de obras como Pulp Fiction y Forrest Gump, la impopularidad general de las películas desarrolladas en prisiones, la falta de personajes femeninos, e incluso el título, considerado confuso para el público. Recibió siete nominaciones a los premios Óscar y dos a los Globo de Oro, al tiempo que tuvo un reestreno que aumentó su recaudación bruta a 58 millones de USD. Por otro lado, es considerada una de las grandes películas de la década de 1990 y aparece en el primer lugar de la lista top 250 —generada por usuarios— del sitio web IMDb, tras superar en 2008 a El Padrino (1972), mientras que la Biblioteca del Congreso de Estados Unidos la seleccionó en 2015 para su conservación en el Registro Nacional de Cine.

## Argumento
En 1947 Andy Dufresne, vicepresidente de un importante banco de Portland (Maine), es juzgado por el homicidio de su esposa y de un hombre con quien ella tenía una aventura. Aunque insiste en su inocencia, las pruebas son motivo suficiente para que el juez lo condene a cumplir dos cadenas perpetuas en la prisión estatal de Shawshank. Al ingresar se percata de lo duro que es el ambiente, los guardias no ahorran esfuerzos en disciplinar a los reclusos con los métodos más crueles, especialmente el jefe, Byron Hadley. Este régimen del terror cuenta con la aprobación del alcaide de la prisión, Samuel Norton.
Durante los primeros meses, Dufresne se hace amigo del capo del contrabando en la prisión, Red, y le encarga un martillo para labrar piedras. Ocupa su tiempo y sus fuerzas en defenderse del acoso constante de una pandilla de violadores conocida como «las hermanas», liderada por Bogs Diamond. Dos años después, es seleccionado junto con Red para reparar el techo de uno de los edificios de la prisión, y mientras cumple su trabajo, escucha a Hadley quejarse por un embrollo fiscal causado por una herencia recibida de parte de su hermano. Se ofrece a ayudarlo y de este modo empieza a ganarse la confianza del personal, incluido el alcaide. Este hecho hace que se libre de la presión de «las hermanas», pues Bogs queda inválido tras recibir una paliza del capitán. Con el tiempo, Dufresne es transferido a la biblioteca de la cárcel para ayudar a Brooks Hatlen, hasta que este recibe la libertad condicional. Sin embargo, Brooks se suicida tiempo después por la depresión que le causó la idea de haber desperdiciado su vida.
Con el paso de algunos años, como respuesta a sus reiterados pedidos, Dufresne recibe de parte del Senado un cheque por 200 dólares y una partida de libros y discos para equipar la biblioteca. Por hacer escuchar a los presos la ópera Las bodas de Fígaro a través de los altavoces, es castigado con dos semanas de confinamiento en una estrecha celda conocida como «el hoyo». No se conforma con los libros recibidos e insiste en sus pedidos hasta que el Senado dispone un pago anual de 500 dólares para él. Con su capacidad para los negocios, y la ayuda de sus amigos, logra organizar la mejor biblioteca carcelaria de Nueva Inglaterra. Por su parte, el alcaide inaugura un programa de trabajo para los presos, por medio del cual estos trabajan en diversas tareas bajo el argumento de prestar un servicio a la comunidad. Muchos contratistas de la zona, temiendo que este programa los deje sin trabajo debido a la ventaja que presentan los presos como mano de obra gratuita, pagan sobornos al alcaide para quedarse con concesiones para obras importantes. Dufresne se encarga de procesar cada centavo de aquellos negocios turbios, abriendo cuentas bancarias a nombre de un tal Randall Stevens, que según él «no existe más que en papeles».

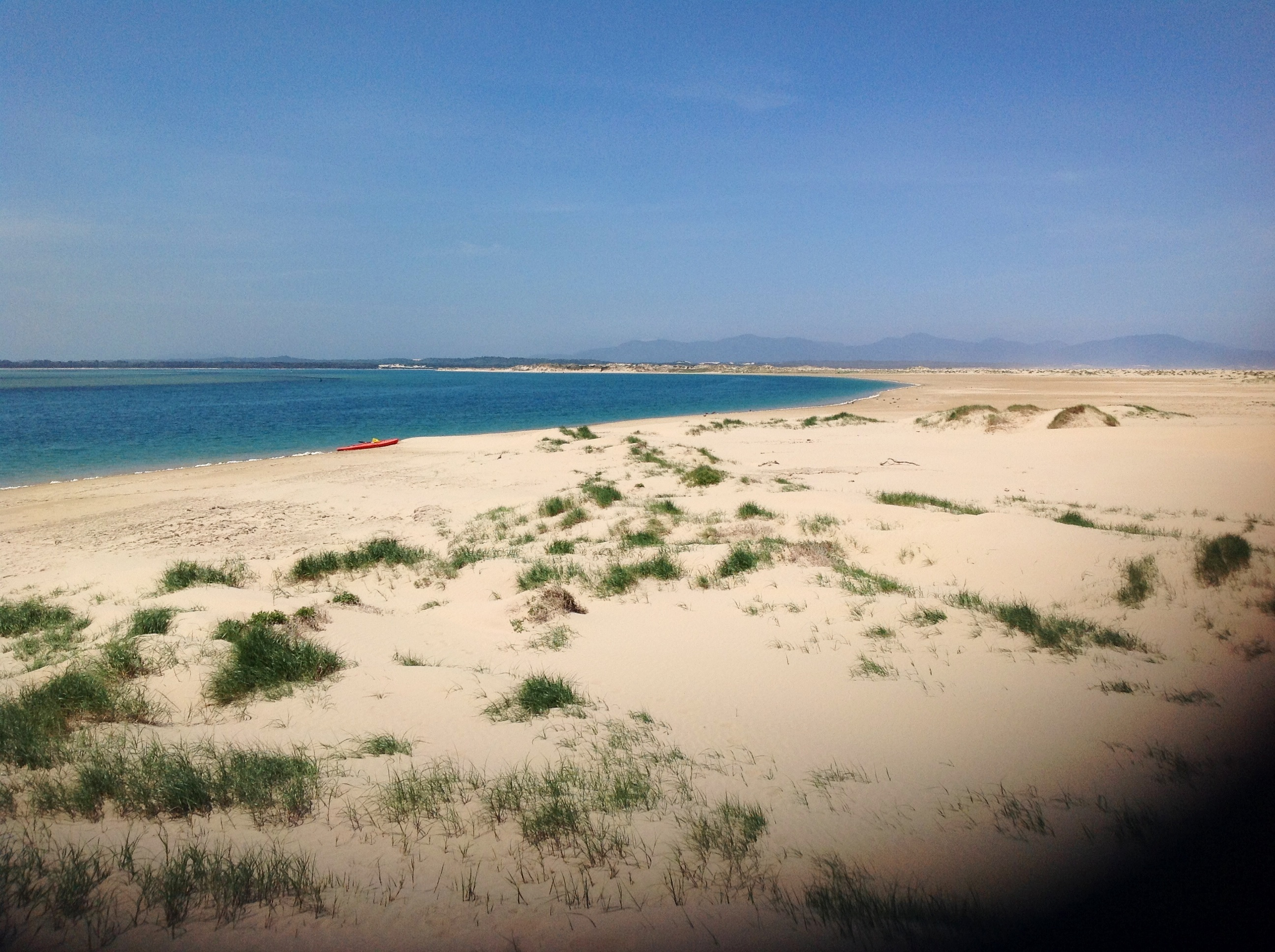
La reunión final de Andy y Red se filmó en el Refugio de Vida Silvestre de Sandy Point, en Saint Croix. El lugar ha sido interpretado como una forma de escape o una alusión al paraíso.

En 1965, un nuevo preso llamado Tommy Williams llega a la prisión, y con la ayuda de Dufresne logra graduarse de la secundaria, y al enterarse del motivo por el cual Andy está preso, revela que el verdadero asesino es otra persona llamada Elmo Blatch, quien compartió celda con Tommy en otra prisión durante una condena anterior a su llegada a Shawshank. Al enterarse, Dufresne le pide al alcaide reabrir su caso, pero este se niega temiendo quedarse sin sus servicios y en un acceso de ira lo envía al hoyo por un mes. Días más tarde, Norton le pregunta a Tommy si está dispuesto a declarar en favor de la inocencia de Dufresne, y al recibir una respuesta afirmativa, es asesinado por Hadley luego de recibir la orden del alcaide. Un mes más tarde, Dufresne le dice a Red que considera cumplida su condena, le cuenta sus planes de establecerse en Zihuatanejo —un pequeño pueblo mexicano a orillas del Océano Pacífico— y le pide que lo acompañe una vez salga de la prisión. Red se niega, alegando que le sería muy difícil adaptarse a la vida fuera de la cárcel, pero Dufresne le solicita que cuando salga busque un lugar específico donde escondería un regalo para él.
Esa noche, tras terminar su trabajo con las finanzas del alcaide, Dufresne vuelve a su celda, pero al día siguiente durante el conteo matutino, los guardias descubren que ha desaparecido. El alcaide cree que su fuga es resultado de un complot en su contra, pero luego descubre un túnel oculto tras un póster de Raquel Welch en la pared, construido por Dufresne durante los diecinueve años de su estadía en la prisión con el martillo que le había pedido a Red. Después de su escape, se hace pasar por Randall Stevens con los documentos usados para abrir las cuentas bancarias y se lleva 370 000 dólares. Antes de salir hacia México, envía las pruebas del lavado de dinero —que se había llevado al escapar— a un diario de Portland. La noticia sale en la portada, Hadley es arrestado por el asesinato de Tommy y Norton se suicida antes de ser apresado. Un año más tarde, Red logra salir bajo libertad condicional y busca el lugar que Dufresne le indicó y al llegar ahí, encuentra una pequeña lata con algo de dinero y una carta. Siguiendo sus instrucciones, viaja hasta Fort Hancock para cruzar la frontera con México y llegar a la población de Zihuatanejo, donde se reencuentra con su amigo.

## Temas

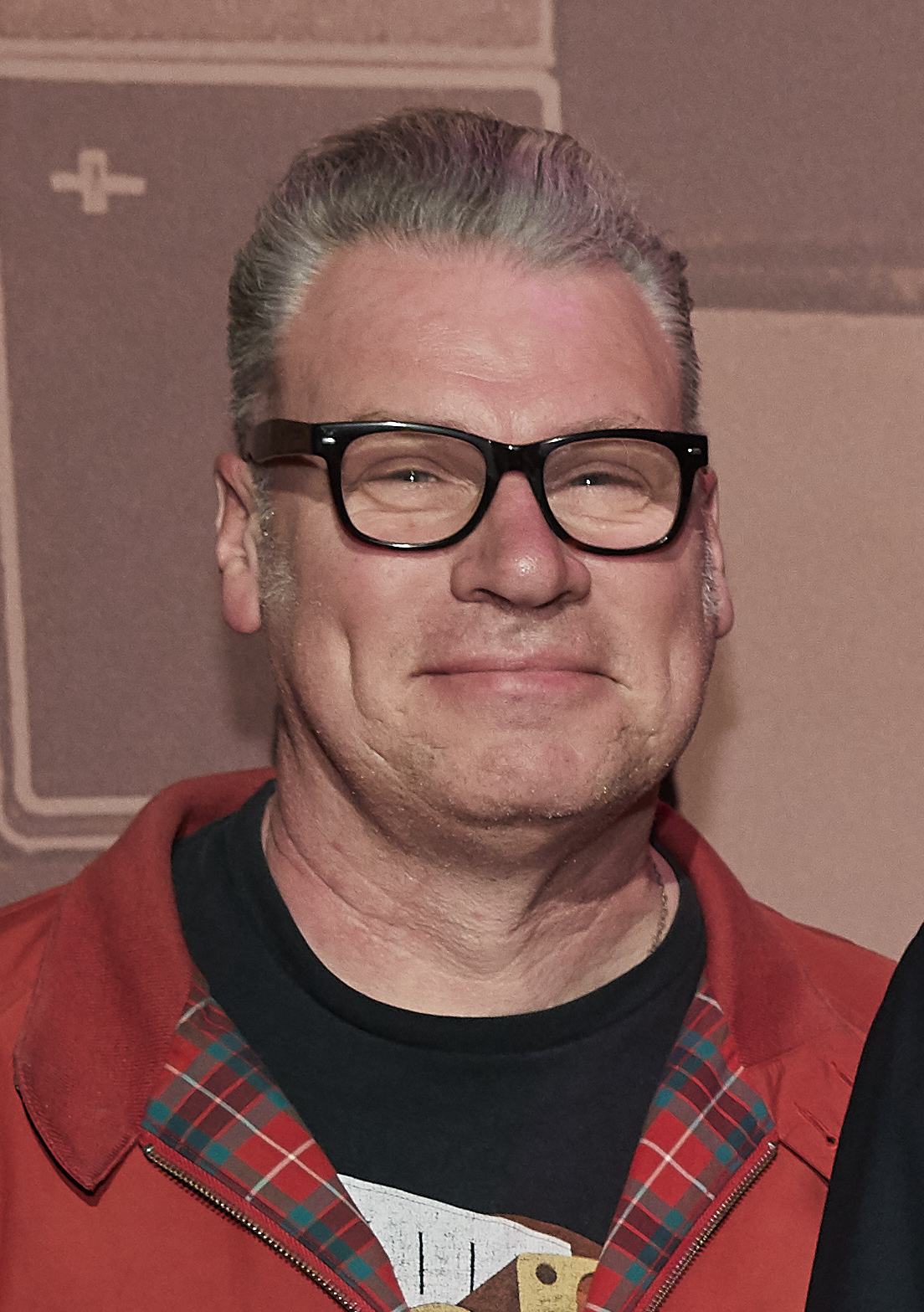
El crítico y escritor Mark Kermode, quien publicó un libro sobre la película.

En su libro The Shawshank Redemption, el crítico y autor británico Mark Kermode afirma que la película está basada en la teología mística cristiana. Andy aparece como una figura mesiánica y es descrito por Red al principio como «un aura que lo envuelve y lo protege de Shawshank». De igual manera, la escena en la que Andy y varios reclusos trabajan en el techo de la prisión bajo la custodia de los guardianes puede verse como una recreación del acontecimiento bíblico conocido como la última cena, en el que Jesús reúne a sus doce apóstoles y les ofrece vino y pan. En la película, Andy consigue cerveza para sus doce compañeros de reclusión mientras Red afirma en su relato que en ese momento se sintieron como «los amos de la creación», invocando la bendición de Jesús, si bien el director afirmó que su intención era que la gente le diera su propio significado. La parte en la que Andy descubre el disco de la ópera Las bodas de Fígaro y lo amplifica por el megáfono de la prisión es descrita en el guion como algo similar a haber encontrado el Santo Grial.
En una de las primeras escenas del filme, el alcaide Norton cita a Jesucristo para describirse a sí mismo, afirmando ser «la luz del mundo» y declarándose el salvador de Andy, pero esta descripción también puede referirse a Lucifer, el portador de la luz. En efecto, Norton termina acomodando la ley para su propio provecho, al igual que Satanás, afirma Kermode, quien además compara al alcaide con el expresidente de los Estados Unidos Richard Nixon, pues sostiene que su discurso y la forma en que proyecta una imagen de hombre santo mientras oculta toda clase de delitos, pueden ser vistos como una alusión a él.
Zihuatanejo, localidad mexicana donde Andy y Red se encuentran tras haber dejado atrás la prisión, es interpretada como una analogía del cielo o el paraíso. Andy lo describe como un lugar sin memoria que ofrece la absolución de los pecados, permitiendo que sean lavados por el océano Pacífico, cuyo nombre significa «paz». La posibilidad de escapar a Zihuatanejo sólo se plantea cuando Andy admite que se siente responsable por la muerte de su esposa. Del mismo modo, Red obtiene su libertad solamente cuando acepta que no puede salvarse a sí mismo o expiar sus pecados. Morgan Freeman describió la experiencia de su personaje en la película como una historia de salvación, ya que no es inocente de sus crímenes, a diferencia de Andy que al final encuentra la redención. Algunos espectadores cristianos afirman que Zihuatanejo es una interpretación del cielo, aunque existe la opinión de que el lugar está ubicado fuera de las nociones tradicionales del bien y del mal, donde la amnesia ofrecida es la destrucción en lugar del perdón, lo que significa que el objetivo de Andy es secular y ateo. Así como Andy puede ser interpretado como una figura parecida a Cristo, puede ser visto como un personaje similar al Zaratustra de Friedrich Nietzsche, que ofrece un escape a través de experimentar la libertad. El crítico Roger Ebert argumentó que la enseñanza del filme es intentar conservar la autoestima en una posición desesperada y que la integridad de Andy es un tema importante en la línea de la historia, especialmente en la prisión, donde este valor es deficiente.
El mismo Robbins cree que el concepto de Zihuatanejo resuena en las audiencias porque representa una forma de escape que se puede lograr después de sobrevivir durante muchos años dentro de cualquier «prisión» personal, ya sea una mala relación, un trabajo monótono o un entorno hostil. El autor Isaac M. Morehouse sugiere que el filme proporciona una gran ilustración de cómo los personajes pueden sentirse libres, incluso recluidos en una prisión o fuera de ella, basándose en sus perspectivas sobre la vida. Por otra parte, el filósofo Jean-Paul Sartre describió la libertad como un proyecto continuo que requiere atención y resistencia, sin el cual una persona comienza a ser definida por otros o por las instituciones, reflejando la creencia de Red cuando afirma que los internos se vuelven dependientes de la prisión y llevan vidas difíciles cuando son puestos en libertad. Andy muestra su resistencia a través de la rebelión, tocando música por el altavoz de la prisión y negándose a continuar con la estafa del lavado de dinero de Norton.
Muchos elementos pueden ser considerados como un tributo al poder del cine. En el teatro, los reclusos ven Gilda (1946), aunque originalmente se tenía pensado emitir Días sin huella (1945). Este hecho sugiere que no es el contenido sino la experiencia cinematográfica la verdadera clave, permitiendo a los hombres escapar de la realidad de su situación. Inmediatamente después, Andy es asaltado por un grupo de presos conocido como «las hermanas» en la sala de proyección y utiliza un carrete de película para defenderse de ellos, al igual que logra escapar de la prisión pasando por un agujero en su celda que oculta a la vista de los guardias con carteles de figuras de la industria cinematográfica como Rita Hayworth y Raquel Welch. La relación de los dos personajes principales fue descrita por el autor Max Brooks como «una historia no sexual entre dos hombres» presentada muy pocas veces en la historia del cine, donde normalmente la amistad masculina se construye en diferentes circunstancias, a la par que el filósofo Alexander Hooke argumentó que la verdadera libertad de Andy y Red era su amistad. Desde la revista Fotogramas, Mireia Mullor, declaró: «Dado que carece de ningún personaje femenino relevante, se puede leer también como un estudio de los hombres, especialmente de su vida en cautividad, y cómo forjan a partir de ahí sus amistades».

## Reparto
- Tim Robbins como Andrew «Andy» Dufresne.[8]
- Morgan Freeman como Ellis Boyd «Red» Redding.[19][20]
- Bob Gunton como Samuel Norton, alcaide de la prisión.[8]
- William Sadler como Heywood.[19]
- Gil Bellows como Tommy Williams.[19]
- Clancy Brown como Byron Hadley, jefe de los guardias.[21][22]
- James Whitmore como Brooks Hatlen.[23]
- Bill Bolender como Elmo Blatch.[24]
- Mark Rolston como Bogs Diamond.[20]
- Jeffrey DeMunn como el fiscal.
- Ned Bellamy como Youngblood.
- Don McManus como Wiley.[19]

Morgan Freeman fue elegido por sugerencia de la productora Liz Glotzer, ignorando la descripción del personaje en la novela, un irlandés blanco apodado Red. En la película, evita dar mayor información sobre su nombre cuando Andy le pregunta por qué le dicen Red, respondiendo: «Tal vez es porque soy irlandés». El actor decidió no investigar su papel, afirmando que «interpretar a alguien que está encarcelado no requiere ningún conocimiento específico de la encarcelación... los hombres no cambian. Una vez que estás en esa situación, simplemente sigues la línea que tienes que seguir». Darabont ya conocía a Freeman por su papel secundario en otro drama carcelario, Brubaker (1980), y Robbins estaba entusiasmado por trabajar con él, ya que creció viéndolo en el programa de televisión infantil The Electric Company.
Inicialmente, Darabont contactó con algunos de sus actores favoritos como Gene Hackman y Robert Duvall para el papel de Andy Dufresne, pero en ese momento no estaban disponibles; Clint Eastwood y Paul Newman también fueron considerados. De igual manera, Tom Cruise, Tom Hanks y Kevin Costner rechazaron el papel; Hanks por su participación en Forrest Gump y Costner porque había logrado el papel principal en Waterworld. Asimismo, Johnny Depp, Nicolas Cage y Charlie Sheen también fueron mencionados como posibles protagonistas en diferentes etapas. Cruise se mostró interesado en un principio pero declinó la propuesta por la inexperiencia del director, quien aseguró que le dio el papel a Robbins después de ver su actuación en el filme de terror psicológico Jacob's Ladder (1990). Cuando Robbins fue elegido, convenció al director de contratar al experimentado director de fotografía Roger Deakins, con quien había trabajado recientemente en The Hudsucker Proxy. Para prepararse, el actor acudió a un zoológico a observar el comportamiento de los animales enjaulados, pasó una tarde en aislamiento y se entrevistó con algunos prisioneros y guardias, incluso le encadenaron los brazos y las piernas durante unas horas.
El director escogió a Brad Pitt para interpretar el rol del joven convicto Tommy Williams, impresionado por su desempeño en Thelma & Louise (1991). Sin embargo, abandonó el rodaje para dar prioridad a su recién obtenido papel protagónico en Entrevista con el vampiro, dándole la oportunidad al debutante Gil Bellows de encarnar a Williams. Por otro lado, James Gandolfini, escogido para retratar a Bogs, el violador de la prisión, se decantó por participar en True Romance, alejándose definitivamente del proyecto. Bob Gunton estaba en el rodaje de Demolition Man cuando se presentó a la audición para el papel del alcaide Samuel Norton, por lo que Darabont y la productora Niki Marvin organizaron una prueba de pantalla en la que el actor debió usar una peluca, ya que para su papel en Demolition Man tenía que aparecer completamente rapado. Quería interpretar a Norton con cabello, ya que de esta manera podría transmitir su envejecimiento a medida que la película avanzaba y se mostrara al personaje con canas. Deakins se encargó de filmar la prueba de Gunton, en la que también participó Robbins, y cuando se le dio el puesto usó la peluca en las primeras escenas hasta que su pelo volvió a crecer.
En su interpretación del guardia principal Byron Hadley, Clancy Brown rehusó a entrevistarse con los antiguos guardias del reformatorio estatal de Ohio, pues manifestó que no pretendía que su brutal personaje estuviera de alguna manera inspirado por los oficiales de la institución penal. William Sadler, quien da vida a Heywood, afirmó que Darabont le ofreció el papel en 1989 durante la filmación de la serie de televisión Tales from the Crypt. Alfonso, el hijo de Freeman, realiza un cameo como un joven Red en las fotografías de la ficha policial y como uno de los prisioneros que grita «pescado fresco» cuando Andy llega a Shawshank. Entre los extras utilizados se encuentran el antiguo alcaide, algunos reclusos que pasaron por el reformatorio y guardias activos de un centro penitenciario cercano. El título original de la novela atrajo a varias personas a la audición para el inexistente papel de Rita Hayworth, incluyendo a un transformista.

## Producción

### Desarrollo

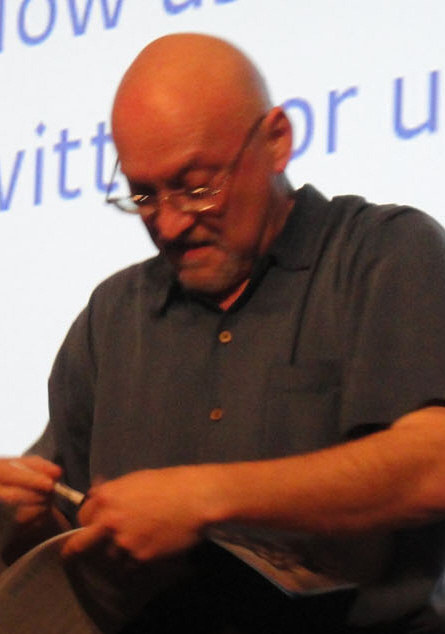
El director Frank Darabont compró el derecho de adaptación de Rita Hayworth y la redención de Shawshank en 1987 por 5000 dólares.

Frank Darabont colaboró por primera vez con el escritor Stephen King en 1983 en un cortometraje basado en el relato «La mujer de la habitación», comprándole los derechos por un dólar, acuerdo que el autor utilizaba para ayudar a los nuevos directores a iniciar una carrera adaptando sus historias cortas. Después de recibir su primer crédito como guionista en 1987 por A Nightmare on Elm Street 3: Dream Warriors, Darabont se contactó nuevamente con King para ofrecerle cinco mil dólares por los derechos de adaptación de Rita Hayworth y la redención de Shawshank, una novela de noventa y seis páginas perteneciente a la colección Las cuatro estaciones de 1982, escrita por el autor de Maine con el objetivo de explorar otros géneros además del terror, por el que era mundialmente conocido. Aunque King inicialmente no entendía cómo su historia podía convertirse en un largometraje, Darabont tenía claro su potencial fílmico. El escritor nunca cobró el cheque por cinco mil dólares que le dio el director; más tarde lo enmarcó y se lo devolvió acompañado de una nota que decía: «En caso de que alguna vez necesites dinero para la fianza. Con cariño, Steve».
Cinco años más tarde, Darabont escribió el guion durante un período de ocho semanas, añadiendo algunos elementos adicionales a la historia de King. Asimismo, el director transformó le dio a Brooks, un personaje menor en la novela que muere en un asilo de ancianos, un mayor enfoque dramático que termina ahorcándose en una habitación ante la imposibilidad de adaptarse a la vida en libertad. Tommy, quien en la novela es trasladado a otra prisión luego de afirmar que tiene las pruebas de la inocencia de Andy, en el guion es asesinado por orden del alcaide Norton, convertido por Darabont en el antagonista principal. Entre sus fuentes de inspiración, el director mencionó la obra de Frank Capra, incluyendo Mr. Smith Goes to Washington (1939) y Qué bello es vivir (1946), además de citar a Goodfellas (1990), de Martin Scorsese, como un modelo sobre el uso de los diálogos para ilustrar el paso del tiempo en el guion, así como a Birdman of Alcatraz (1962), un drama carcelario dirigido por John Frankenheimer. Mientras exploraba lugares de filmación, Darabont se enteró de que Frankenheimer estaba haciendo lo propio para su largometraje Against the Wall, y afirmó que este le dio algunos consejos y lo animó a continuar con su proyecto.
En ese momento, las películas sobre prisiones no atravesaban su mejor momento y frecuentemente fracasaban en la taquilla. Sin embargo, Liz Glotzer, productora de Castle Rock Entertainment, leyó el guion y su interés la llevó a amenazar con abandonar si la compañía no producía The Shawshank Redemption. A Rob Reiner, director y cofundador de la empresa, también le agradó la historia y le ofreció entre 2,4 y 3 millones de dólares para que le permitiera dirigirla. Reiner, que previamente se había desempeñado en la película Cuenta conmigo (1986) a partir de la novela El cuerpo de King, pretendía ofrecer el papel de Andy a Tom Cruise y el de Red a Harrison Ford.
Ante el deseo de Reiner por dirigir el filme, Castle Rock le ofreció a Darabont la financiación completa de cualquier otro proyecto que él quisiera desarrollar, y aunque consideró seriamente la oferta, citando el hecho de haber crecido pobre en Los Ángeles y creyendo que elevaría su posición en la industria, eligió continuar, afirmando en una entrevista al semanario Variety (2014): «Puedes seguir aplazando tus sueños a cambio de dinero y morir sin haber hecho lo que te propusiste». Finalmente Reiner ofició como mentor de Darabont en el proyecto. A las dos semanas de presentar el guion en Castle Rock, Darabont contaba con un presupuesto de 25 millones de dólares, tomando un salario de 750 000 USD más un porcentaje de las ganancias netas, para realizar su película, cuya preproducción comenzó en enero de 1993.

### Rodaje

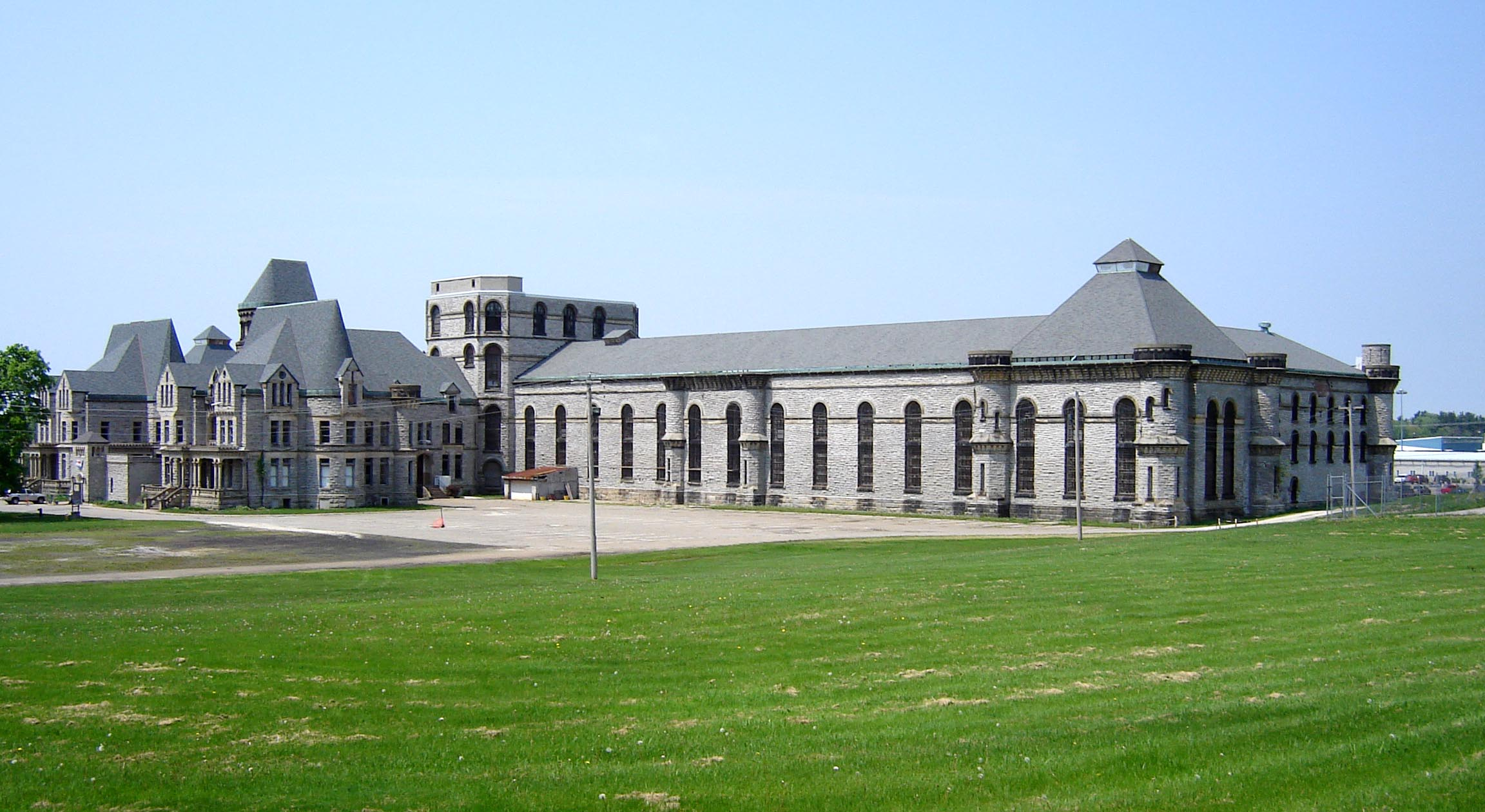
Reformatorio de la ciudad de Mansfield, en Ohio, localización principal del rodaje de la película.

Con un presupuesto de 25 millones de dólares,el rodaje duró tres meses entre junio y agosto de 1993, y requería regularmente hasta dieciocho horas diarias y seis días a la semana. Freeman describió este proceso como tenso, afirmando: «La mayoría de las veces había tensión entre el reparto y el director. Recuerdo haber tenido algunos malos momentos con él». El actor se refirió a las múltiples tomas requeridas por Darabont, asegurando que muchas de ellas no presentaban diferencias discernibles. Por ejemplo, la escena en la que se acerca por primera vez a Red para conseguir un martillo de piedra tardó nueve horas en rodarse, y en ella Freeman juega con una pelota de béisbol con otro recluso. El número de tomas que se rodaron hizo que el actor se presentara a la filmación al día siguiente con su brazo en cabestrillo. Según Darabont: «Un director realmente necesita tener un barómetro interno para medir lo que cualquier actor necesita», manifestando además que sus desavenencias más constantes se presentaban con Deakins, quien creía que evitar mostrar el exterior de la prisión añadía una sensación de claustrofobia contraria al deseo del director de realizar una mayor cantidad de tomas panorámicas.
Niki Marvin pasó cinco meses recorriendo prisiones de los Estados Unidos y Canadá en busca de un sitio con una estética atemporal y completamente abandonado, con la esperanza de evitar la complejidad de filmar en un centro activo con las dificultades de seguridad que ello supondría. Marvin finalmente eligió el Reformatorio del Estado de Ohio en Mansfield para representar a la Penitenciaría Estatal de Shawshank en Maine, especialmente por sus edificios de piedra y ladrillo de estilo gótico. La instalación había sido cerrada en 1990 debido a las inhumanas condiciones de vida de los reclusos.
El reformatorio, con central eléctrica y una granja, fue parcialmente derribado poco tiempo después de finalizada la filmación, conservando el edificio principal de la administración y dos bloques de celdas. Varias de las tomas del interior de las instalaciones especializadas de la prisión, como las salas de admisión y la oficina del alcaide, se grabaron en el reformatorio, de forma que el interior de la habitación donde se alojaron Brooks y Red cuando obtuvieron su libertad se encontraba en el edificio de administración. Por otra parte, las escenas interiores de los pabellones de la prisión se filmaron en un escenario construido dentro de una fábrica cerrada de Westinghouse Electric. Como Darabont quería que las celdas de los reclusos estuvieran enfrentadas, casi todas las escenas de los bloques de celdas se rodaron en un plató creado a tal efecto en la fábrica, excepto la parte en la que Elmo Blatch admite su culpabilidad por los crímenes por los que condenaron a Andy. Esta escena fue filmada en una de las celdas más confinadas de la prisión. El roble bajo el cual Andy entierra su carta a Red se encontraba cerca del Parque Estatal Malabar, en Lucas, a la par que en Ashland también se llevó a cabo parte del rodaje.
El suceso final de la película, en el que Andy y Red se encuentran en la localidad de Zihuatanejo en el estado mexicano de Guerrero, se filmó en un refugio de vida silvestre para las tortugas laúd en Saint Croix, una de las Islas Vírgenes de los Estados Unidos. Asimismo, en Upper Sandusky, Ohio, se grabó la escena de la carpintería de la prisión donde Red y sus compañeros escuchan Las bodas de Fígaro (el local después cambió su nombre a Shawshank Woodshop) y la escena inicial del tribunal, rodada en la casa de la corte del Condado de Wyandot. Otros lugares de filmación fueron la Cabaña Pugh en el Parque Estatal de Malabar, donde la esposa de Andy tiene su aventura extramarital, y el edificio Bissman en Mansfield, que sirvió como el hogar donde Brooks se hospedó después de lograr su liberación.

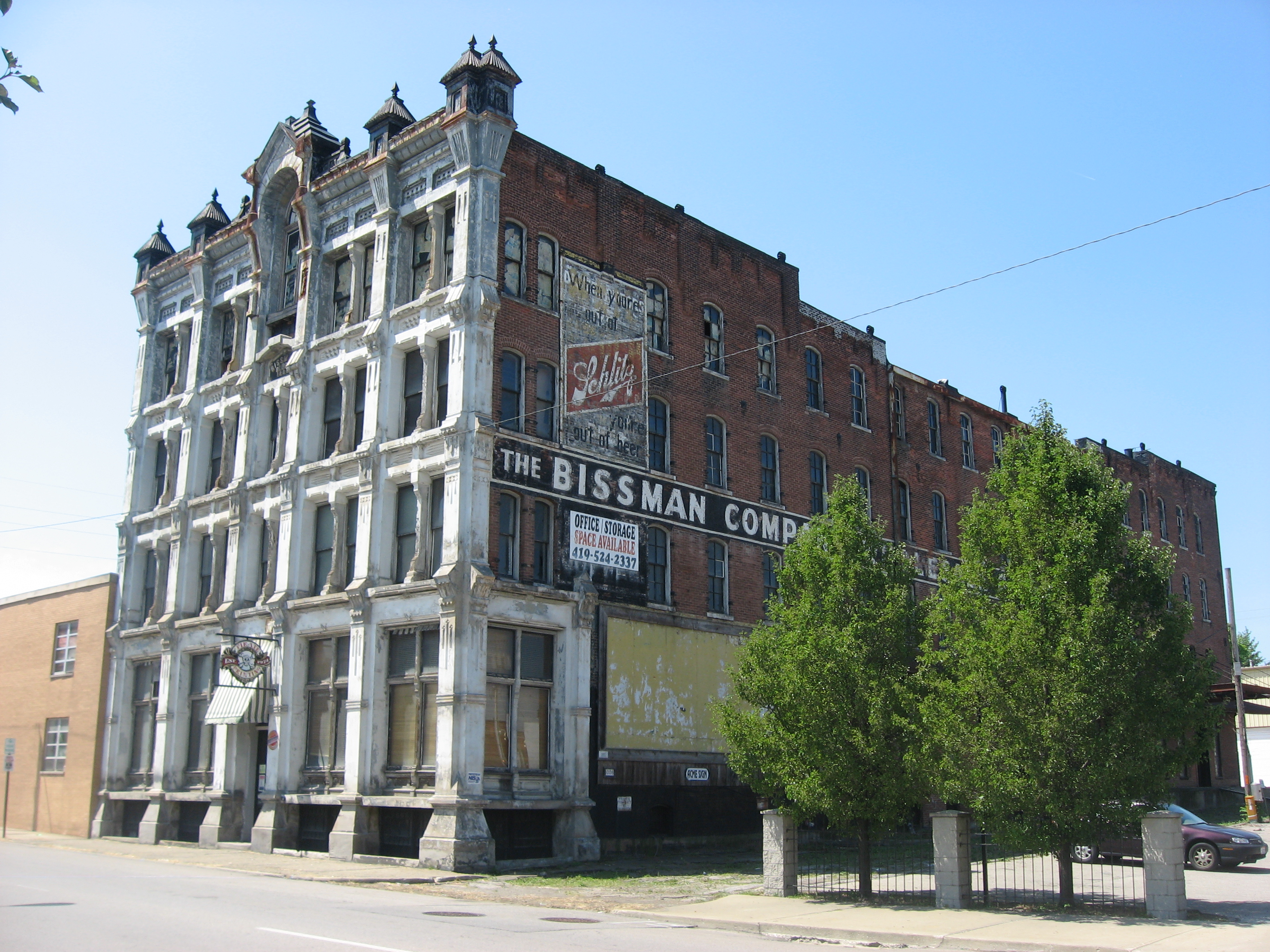
El edificio Bissman en Mansfield, Ohio sirvió como localización para representar el hogar provisional utilizado por Brooks y Red luego de salir de la prisión.

Para la escena del escape de Andy a través de una tubería, Darabont tenía planeado inicialmente que el personaje usara su pequeño martillo de roca para romper el tubo de aguas residuales, pero al final desechó la idea por su falta de realismo y optó por utilizar un gran pedazo de roca. Aunque en la película se afirma que escapó a través de un «río de mierda», en la grabación se utilizó una mezcla de agua, jarabe de chocolate y aserrín por la que Robbins tuvo que arrastrarse. Así pues, el arroyo por el que emerge el personaje debió ser represado para hacerlo más profundo y fue sometido a cloración para descontaminarlo parcialmente. Robbins afirmó al respecto: «Cuando estás haciendo una película quieres ser un buen soldado, no quieres ser el que se interponga en el camino. Entonces, tienes que hacer cosas que comprometen tu salud física y tu seguridad». La escena pretendía ser mucho más larga y dramática, detallando la fuga de Andy a través de un campo y en un tren, pero con una sola noche disponible para filmar la secuencia el equipo tuvo que limitarse a mostrar al protagonista de pie sobre el agua en una actitud triunfante. Deakins dijo que «iluminó en exceso» esa escena, por lo tanto no la considera entre sus favoritas. Sobre la premura, en una entrevista de 2019, Darabont declaró que lamentaba no haber podido filmar un primer plano de la cara de Robbins mientras descendía por el agujero de su celda.
En la secuencia en la que Andy se rebela y pone una canción usando el sistema de anuncios de la prisión, Robbins tuvo la idea de que el personaje subiera el volumen en vez de apagar la música. Inicialmente se pretendía utilizar un fragmento del filme Días sin huella (1945) en la escena en la que se le permite a los reclusos ver una película, pero al ser demasiado costoso para ser adquirido por Paramount Pictures, Niki Marvin se dirigió a Columbia Pictures y recibió una lista de títulos de menor precio, entre los que se encontraba Gilda, cuyo metraje se utilizó en la secuencia. Debido a que la filmación se realizaba principalmente en la prisión y sus alrededores, las escenas se rodaron a menudo en orden casi cronológico, según las diferentes épocas representadas a lo largo de la historia. Esto ayudó a dar naturalidad a las actuaciones, ya que las relaciones de los actores en la vida real evolucionaron junto a las de sus respectivos personajes. Darabont aseguró que la escena en la que Andy le cuenta a Red su deseo de ir a México se trató de una de las últimas en filmarse, así como una de las que más recuerda, elogiando el trabajo de la pareja de actores por completarla en sólo unas pocas tomas.

### Posproducción
La versión final de la película estrenada en las salas de cine tiene una duración de 142 minutos y está dedicada a Allen Greene, el agente de Darabont que falleció durante el rodaje a causa complicaciones con el VIH. El primer montaje duraba casi dos horas y media y algunas escenas fueron cortadas a petición de Glotzer, incluida una secuencia más larga de Red adaptándose a la vida después de la prisión. Darabont contó que en las proyecciones de prueba el público parecía impaciente con la escena porque ya estaban convencidos de que Red no lo conseguiría. Otra parte suprimida mostraba a un guardia de la prisión investigando el túnel de escape de Andy, retirada en beneficio de la continuidad de la acción. Inicialmente se grabó una secuencia destinada a aparecer antes de los créditos de apertura en la que se exponían los crímenes, pero fueron agrupadas para crear un inicio más «impactante». La escena favorita de Darabont en el guion, Red ensimismado ante el póster de Rita Hayworth imaginando estar en la costa del Pacífico, no pudo ser rodada debido al apretado calendario, por lo que expresó su pesar al no haber podido capturarla.
En la visión original del director para el final de la película se ve a Red en un autobús dirigiéndose hacia la frontera mexicana, sin especificar su destino. Fue Glotzer quien insistió en incluir la escena de Red y Andy reuniéndose en Zihuatanejo, y aunque Darabont sentía que era un final «comercial y cursi», la productora quería que el público los viera juntos en ese sitio paradisíaco. Castle Rock aceptó financiar su rodaje sin exigir su inclusión, garantizando al director tomar la decisión final. Originalmente incluía una reunión más larga en la que ambos protagonistas recordaban su primer encuentro, pero Darabont decidió recortarla, mostrando simplemente la llegada de Red al lugar. El reencuentro se convirtió en la escena favorita del público de prueba, y tanto Freeman como Robbins consideraron que proporcionaba el cierre necesario, por lo que Darabont aceptó incluirla, diciendo: «Creo que es un lugar mágico y edificante para que nuestros personajes lleguen al final de su larga saga».

### Banda sonora

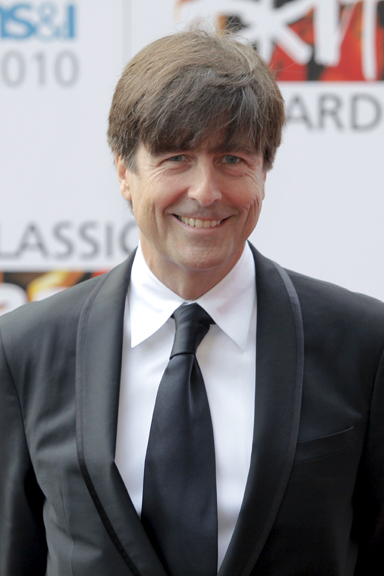
Thomas Newman (2010), compositor de la banda sonora.

Thomas Newman se encargó de componer la banda sonora. Aseguró que el filme le provocaba fuertes emociones incluso sin música, por lo que le resultó difícil componer piezas que elevaran las escenas sin crear distracciones. La canción «Shawshank Redemption», utilizada durante la fuga de Andy de Shawshank, originalmente presentaba un motivo de tres notas, pero Darabont sintió que tenía un exceso de «florituras triunfales» y le pidió a Newman que la redujera a un motivo de una sola nota. De igual manera, «So Was Red», interpretada tras la liberación de Red y su posterior hallazgo del alijo que le dejó su amigo, se convirtió en una de las piezas favoritas del compositor. Aunque fue escrita inicialmente para oboe, aceptó a regañadientes añadir una armónica, en una clara referencia al instrumento que Red recibe de Andy como regalo mientras ambos estaban en la cárcel. Según Darabont, el armonicista Tommy Morgan «hizo un trabajo casi perfecto en la primera toma», por lo que no se hizo necesario realizar más grabaciones del instrumento. La banda sonora de Newman tuvo tanto éxito que desde entonces se han usado extractos de la misma para musicalizar avances cinematográficos. A continuación, se enlistan las canciones de la banda sonora original en inglés:
| The Shawshank Redemption (Original Motion Picture Soundtrack) |                                           |          |  |
| N.º                                                           | Título                                    | Duración |  |
| 1.                                                            | «May»                                     | 0:33     |  |
| 2.                                                            | «Shawshank Prison»                        | 1:53     |  |
| 3.                                                            | «New Fish»                                | 1:50     |  |
| 4.                                                            | «Rock Hammer»                             | 1:51     |  |
| 5.                                                            | «An Inch of His Life»                     | 2:48     |  |
| 6.                                                            | «If I Didn't Care»                        | 3:03     |  |
| 7.                                                            | «Brooks Was Here»                         | 5:06     |  |
| 8.                                                            | «His Judgement Cometh»                    | 2:00     |  |
| 9.                                                            | «Suds on the Roof»                        | 1:36     |  |
| 10.                                                           | «Workfield»                               | 1:10     |  |
| 11.                                                           | «Shawshank Redemption»                    | 4:26     |  |
| 12.                                                           | «Lovesick Blues»                          | 2:42     |  |
| 13.                                                           | «Elmo Blatch»                             | 1:08     |  |
| 14.                                                           | «Sisters»                                 | 1:18     |  |
| 15.                                                           | «Zihuatanejo»                             | 4:43     |  |
| 16.                                                           | «The Marriage of Figaro: Duetto-Sul Aria» | 3:32     |  |
| 17.                                                           | «Lovely Raquel»                           | 1:55     |  |
| 18.                                                           | «And That Right Soon»                     | 1:08     |  |
| 19.                                                           | «Compass and Guns»                        | 3:53     |  |
| 20.                                                           | «So Was Red»                              | 2:44     |  |
| 21.                                                           | «End Title»                               | 4:05     |  |

### Doblaje en español
Para conseguir la película en español, se realizaron dos doblajes: uno para la distribución en España y otro para Hispanoamérica. En el primer caso, el proceso se llevó a cabo en el estudio Voz de España, en Barcelona, mientras que Miguel Ángel Jenner se encargó de la dirección. En relación con los actores de doblaje, participaron Juan Antonio Bernal (como Andy), Pepe Mediavilla (Red), Miguel Ángel Jenner (Capitán Hadley), José Luis Sansalvador (Samuel Norton), Antonio García Moral (Heywood), Jenner (Byron Hadley), José Posada (Tommy Williams) y Manuel Lázaro (Brooks Hatlen). Por su parte, en la versión hispanoamericana, grabada en México en el estudio Servicios de Televisión Mexicana, Jorge Santos ocupó el puesto de director. El elenco principal quedó conformado por Ricardo Hill (como Andy), Federico Romano (Red), Esteban Siller (Samuel Norton), Alejandro Illescas (Heywood), Santos (Byron Hadley), Adrián Fogarty (Tommy Williams) y Alfredo Lara (Brooks Hatlen).Como dato curioso, los directores de doblaje hicieron a Byron Hadley en sus respectivas regiones.

## Estreno

### Estreno en salas
Antes de su estreno se llevó a cabo un preestreno para observar la reacción del público, que fue descrito como «por las nubes», al punto que Glotzer dijo que era una de las mejores proyecciones que jamás había visto. Se decidió omitir principalmente el nombre de Stephen King de cualquier publicidad, ya que el estudio se fijó el objetivo de atraer a lo que llamó una «audiencia más prestigiosa», que podría rechazar una película de un escritor conocido principalmente por obras de ficción de pulp como El Resplandor (1977) o Cujo (1981). Después de su presentación a principios de septiembre en el Renaissance Theatre de Mansfield y el Festival Internacional de Cine de Toronto, comenzó su estreno limitado en Estados Unidos y Canadá el 23 de septiembre de 1994. Durante su primer fin de semana, recaudó 727 000 USD en un total de 33 cines, un promedio de 22 040 USD. Siguiendo la tradición de Hollywood de visitar diferentes salas la noche del estreno para ver al público contemplar su película, Darabont y Glotzer asistieron al Cinerama Dome, pero no encontraron a nadie allí. Glotzer afirmó que la pareja en realidad vendió dos entradas fuera del cine con la promesa de que si a los compradores no les gustaba, podrían pedirle un reembolso a Castle Rock. Si bien los críticos elogiaron el filme, Glotzer achacó a una reseña de Los Angeles Times la falta de multitudes en las salas.
Su gran estreno en Estados Unidos se produjo el 14 de octubre de 1994, expandiéndose a un total de 944 cines con unas ganancias de 2.4 millones USD —un promedio de 2545 USD—, con lo que se posicionó en el noveno lugar de las películas más taquilleras del fin de semana, detrás de la comedia Exit to Eden (3 millones USD), y justo por delante del drama histórico Quiz Show: El dilema (2.1 millones USD), que llevaba cinco semanas desde su lanzamiento. The Shawshank Redemption cerró a fines de noviembre de 1994, después de diez semanas, con un total bruto aproximado de 16 millones USD, por lo que se consideró un fracaso de taquilla, ya que no logró superar su presupuesto de 25 millones USD, sin incluir los costos de mercadotecnia y los recortes de los exhibidores de cine. Por otro lado, tuvo como competidores a Pulp Fiction (108 millones USD), que también se estrenó el 14 de octubre tras ganar el Palma de Oro en mayo, y Forrest Gump (330 millones USD); ambas se convertirían en fenómenos culturales.
Igualmente, se consideró que la tendencia general de la audiencia hacia filmes de acción protagonizados por Bruce Willis y Arnold Schwarzenegger iba en contra del éxito comercial de The Shawshank Redemption. Freeman culpó al título, al considerar que no era memorable, mientras que Robbins recordó que los fanáticos preguntaron: «¿Qué fue eso de la Shinkshonk Reduction?». Se habían propuesto varios nombres alternativos antes del lanzamiento, en parte debido a la preocupación de que no fuera un título comercializable. Asimismo, el bajo rendimiento en taquilla se atribuyó a la falta de personajes femeninos para ampliar la demografía de la audiencia, la impopularidad general de las películas carcelarias y el tono sombrío utilizado en su promoción. Después de haber sido nominada a varios premios Óscar a principios de 1995, se hizo un relanzamiento entre febrero y marzo, que generó unos beneficios de 12 millones USD. En total, recaudó 28.3 millones en el mercado doméstico —conformado por Estados Unidos y Canadá—, así como una cantidad de 45 millones USD procedente de otros países, lo que hace un total de 73.3 millones. En Estados Unidos se convirtió en la 51.ª película más taquillera del año y la 21.ª en la lista de las de clasificación R. Por otro lado, las fechas de estreno en otros territorios del mundo fueron las siguientes:
| País                              | Fecha de estreno |
| --------------------------------- | --- |
| Canadá                            | 10 de septiembre de 1994 (Festival de Toronto) 23 de septiembre de 1994 (estreno limitado)                               |
| Estados Unidos                    | 13 de septiembre de 1994 (Mansfield) 23 de septiembre de 1994 (estreno limitado) 14 de octubre de 1994 (estreno general) |
| México                            | 23 de septiembre de 1994                                                                                                 |
| India Lesoto                      | 14 de octubre de 1994 |
| Antigua y Barbuda                 | 24 de noviembre de 1994                                                                                                  |
| Gambia                            | 24 de diciembre de 1994                                                                                                  |
| Burkina Faso Islas Malvinas Gabón | 25 de diciembre de 1994                                                                                                  |
| Haití                             | 31 de diciembre de 1994                                                                                                  |
| Martinica                         | 1 de enero de 1995 |
| Noruega                           | 6 de enero de 1995 |
| Corea del Sur                     | 28 de enero de 1995 |
| Alemania                          | febrero de 1995 (Festival de Berlín)                                                                                     |
| Italia                            | 10 de febrero de 1995 |
| Australia                         | 16 de febrero de 1995 |
| Reino Unido                       | 17 de febrero de 1995 |
| España Finlandia                  | 24 de febrero de 1995 |

| País            | Fecha de estreno      |
| --------------- | --------------------- |
| Francia         | 1 de marzo de 1995    |
| Países Bajos    | 2 de marzo de 1995    |
| Irlanda Suecia  | 3 de marzo de 1995    |
| Turquía Taiwán  | 10 de marzo de 1995   |
| Brasil          | 17 de marzo de 1995   |
| Argentina       | 23 de marzo de 1995   |
| Niue Filipinas  | 29 de marzo de 1995   |
| Portugal        | 31 de marzo de 1995   |
| Grecia          | 7 de abril de 1995    |
| Polonia         | 16 de abril de 1995   |
| Dinamarca       | 28 de abril de 1995   |
| Hungría         | 25 de mayo de 1995    |
| Japón           | 3 de junio de 1995    |
| República Checa | 6 de julio de 1995    |
| Eslovaquia      | 13 de julio de 1995   |
| Uruguay         | 11 de agosto de 1995  |
| Hong Kong       | 26 de octubre de 1995 |

| País                              | Fecha de estreno |
| --------------------------------- | --- |
| Canadá                            | 10 de septiembre de 1994 (Festival de Toronto) 23 de septiembre de 1994 (estreno limitado)                               |
| Estados Unidos                    | 13 de septiembre de 1994 (Mansfield) 23 de septiembre de 1994 (estreno limitado) 14 de octubre de 1994 (estreno general) |
| México                            | 23 de septiembre de 1994                                                                                                 |
| India Lesoto                      | 14 de octubre de 1994 |
| Antigua y Barbuda                 | 24 de noviembre de 1994                                                                                                  |
| Gambia                            | 24 de diciembre de 1994                                                                                                  |
| Burkina Faso Islas Malvinas Gabón | 25 de diciembre de 1994                                                                                                  |
| Haití                             | 31 de diciembre de 1994                                                                                                  |
| Martinica                         | 1 de enero de 1995 |
| Noruega                           | 6 de enero de 1995 |
| Corea del Sur                     | 28 de enero de 1995 |
| Alemania                          | febrero de 1995 (Festival de Berlín)                                                                                     |
| Italia                            | 10 de febrero de 1995 |
| Australia                         | 16 de febrero de 1995 |
| Reino Unido                       | 17 de febrero de 1995 |
| España Finlandia                  | 24 de febrero de 1995 |

| País            | Fecha de estreno      |
| --------------- | --------------------- |
| Francia         | 1 de marzo de 1995    |
| Países Bajos    | 2 de marzo de 1995    |
| Irlanda Suecia  | 3 de marzo de 1995    |
| Turquía Taiwán  | 10 de marzo de 1995   |
| Brasil          | 17 de marzo de 1995   |
| Argentina       | 23 de marzo de 1995   |
| Niue Filipinas  | 29 de marzo de 1995   |
| Portugal        | 31 de marzo de 1995   |
| Grecia          | 7 de abril de 1995    |
| Polonia         | 16 de abril de 1995   |
| Dinamarca       | 28 de abril de 1995   |
| Hungría         | 25 de mayo de 1995    |
| Japón           | 3 de junio de 1995    |
| República Checa | 6 de julio de 1995    |
| Eslovaquia      | 13 de julio de 1995   |
| Uruguay         | 11 de agosto de 1995  |
| Hong Kong       | 26 de octubre de 1995 |

### Formato doméstico y televisión
A pesar de sus pobres resultados en taquilla, en 1995 Warner Home Video publicó 320 000 copias en VHS para su distribución en Estados Unidos, lo que entonces se consideró un movimiento arriesgado. Se convirtió en una de las películas más alquiladas del año en el país, posicionándose en el séptimo lugar. Las recomendaciones positivas y las repetidas visitas de los clientes, además de la buena acogida tanto por parte del público masculino como femenino, se consideraron claves para su éxito en los videoclub.
Ted Turner, a través de Turner Broadcasting System, había adquirido Castle Rock en 1993, lo que permitió a su canal de televisión, TNT, obtener los derechos de transmisión por cable de la película. Según Glotzer, debido a los bajos números en taquilla, TNT podría transmitirla a un costo muy bajo, pero aun así cobrar tarifas publicitarias superiores; comenzó a transmitirse regularmente en la cadena en junio de 1997. Su difusión en televisión hizo buenos números, por lo que su transmisión repetida se consideró esencial para convertirla en un fenómeno cultural después de su pobre desempeño en los cines. Darabont sintió que las nominaciones a los Óscar sirvieron como punto de inflexión para su éxito, y dijo que «nadie había oído hablar de ella, y ese año en la transmisión de los premios, la mencionaron hasta en siete ocasiones». En 1996, Warner Bros. Pictures adquirió los derechos de la cinta, tras la fusión de su empresa matriz, Time Warner, con Turner Broadcasting System.
Para 2013, se había emitido en al menos 15 redes de televisión por cable, y en ese mismo año ocupó 151 horas de tiempo de transmisión, rivalizando con Scarface (1983) y solo por detrás de Mrs. Doubtfire (1993). Estuvo en el top de películas entre adultos —de 18 a 49 años— en los canales Spike, Up, Sundance TV y Lifetime. En un artículo de The Wall Street Journal (2014), basado en los márgenes que obtienen los estudios de las devoluciones de taquilla, las ventas de medios domésticos y las licencias de televisión, la película había amasado unos 100 millones USD. Jeff Baker, entonces vicepresidente ejecutivo y gerente general de Warner Bros. Home Entertainment, dijo que las ventas en formato doméstico habían generado alrededor de 80 millones USD. Si bien se desconocen las finanzas para la concesión de licencias para televisión, en 2014, los ejecutivos de Warner Bros. confirmaron que era uno de los activos de mayor valor entre las posesiones del estudio. Ese mismo año, Gunton dijo que para su décimo aniversario, en 2004, todavía ganaba pagos residuales de seis cifras y obtenía un «ingreso sustancial», lo que se consideraba inusual tantos años después de su estreno.

## Recepción

### Crítica

#### Anglosajona

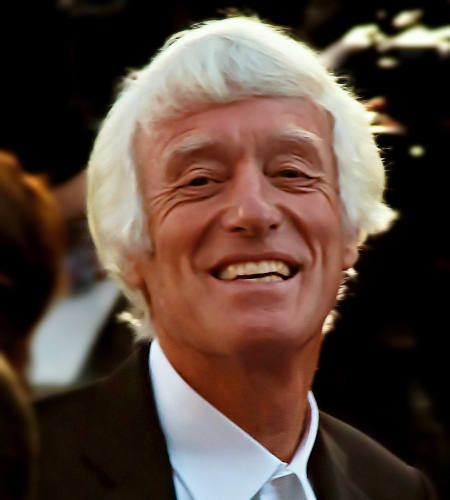
El trabajo de Roger Deakins recibió elogios por parte de la crítica, al tiempo que su desempeño lo llevó a ganar la distinción a logro sobresaliente en cinematografía por la American Society of Cinematographers.

El portal de reseñas Rotten Tomatoes situó el nivel de aprobación de The Shawshank Redemption en un 91 %, de acuerdo con 81 reseñas y una crítica consensuada que señala: «Es un drama carcelario edificante y profundamente satisfactorio con una dirección sensible y excelentes actuaciones». Por otro lado, el sitio web Metacritic le asignó una puntuación de 81 sobre 100 basada en 21 reseñas, lo que significa una recepción crítica de «aclamación universal», a la vez que la empresa de investigación de mercados CinemaScore le otorgó una nota «A». En el momento de su estreno, recibió generalmente opiniones positivas, al punto de que algunos críticos la compararon con otros populares dramas carcelarios como Birdman of Alcatraz (1962), One Flew Over the Cuckoo's Nest (1975), La leyenda del indomable (1967) y Riot in Cell Block 11 (1954).
Gene Siskel afirmó que, al igual que One Flew Over the Cuckoo's Nest, The Shawshank Redemption es un «drama inspirador sobre la autoridad dominante», al tiempo que desde Entertainment Weekly, Owen Gleiberman manifestó que Freeman hace que el personaje de Red se sienta «genuino y vívido». Por su parte, Janet Maslin del New York Times expuso que Freeman era «silenciosamente impresionante», pero lamentó que su papel tuviera un alcance limitado y estuviera opacado por el protagonismo de Andy, considerando que su actuación fue especialmente conmovedora al expresar que se había acostumbrado a vivir dentro de los muros de la prisión. El crítico de Variety Leonard Klady sugirió que Freeman tenía el papel «más llamativo», permitiéndole «una gracia y dignidad que venían de forma natural, sin llegar a ser banal», al igual que para Desson Howe de The Washington Post, el actor es «maestro de una cadencia cómica y conmovedora». Incluso la reseña de Kenneth Turan en Los Angeles Times, a la que Liz Glotzer atribuyó los malos números de taquilla de la película, elogió a Freeman, asegurando que «su sola presencia en la pantalla le da a la obra lo más cercano a la credibilidad que puede llegar a tener».
Sobre la actuación de Robbins, Gleiberman afirmó que «su lacónico papel de nuevo Gary Cooper no permite que Andy conecte con el público». Por el contrario, Maslin manifestó que aunque el rol de Andy es más tenue, Robbins lo interpreta con intensidad y representa eficazmente la transición del personaje de prisionero novato a figura paterna envejecida, a la par que Klady se refirió a su actuación como «fascinante, poco elegante, precisa, honesta y sin fisuras», y Howe manifestó que aunque el personaje es «cursimente mesiánico» por atraer fácilmente a todos los que le rodean, comparándolo con «Forrest Gump en la cárcel», Robbins exuda el tipo perfecto de inocencia para vender la historia. Según Duane Byrge de The Hollywood Reporter, tanto Freeman como Robbins brindaron interpretaciones sobresalientes y estratificadas que imbuían a sus personajes de individualidad, y Peter Travers de Rolling Stone dijo que la pareja logró crear «algo innegablemente poderoso y conmovedor». Gunton y Brown fueron considerados por Klady como «extremadamente creíbles en su villanía», algo que Howe contrarrestó al expresar que el personaje del alcaide era un cliché que ensalzaba las virtudes religiosas mientras ordenaba asesinatos.
Maslin elogió al director al considerar su obra como un impresionante debut, que cuenta una historia amable con una sorprendente cantidad de amoroso cuidado, mientras que Klady dijo que las únicas fallas que encontró fueron la atención desmedida de este en los personajes e historias secundarios. Byrge observó que tanto la dirección como el guion fueron nítidos, a la vez que criticó su larga duración, de manera similar a Klady, que dijo que la extensión y el tono, aunque atenuados por el humor y los eventos inesperados, desaniman su atractivo principal, aunque señaló que la historia ofrece un retrato fascinante de la humanidad innata de los reclusos. A Gleiberman no le gustó que se pasaran por alto los crímenes de los prisioneros para retratarlos como buenas personas. De igual manera, Turan se opuso a lo que percibió como violencia extrema, así como al hecho de intentar que la mayoría de los prisioneros parecieran un «grupo de tipos formales y de gran corazón» con el fin de proyectar la experiencia carcelaria en un «resplandor rosado». Por su parte, Klady resumió el filme como «entretenimiento estimable e inquietante», comparándolo con un diamante en bruto con pequeños defectos, de forma dispar a Howe, que la criticó por desviarse con múltiples tramas secundarias y complacer al elegir resolver la historia con la reunión de Andy y Red, en lugar sembrar el misterio. Roger Ebert, que le otorgó una nota perfecta de cuatro estrellas, señaló que la historia funciona porque no se trata de Andy como el héroe, sino de cómo Red lo percibe.
La cinematografía de Deakins recibió elogios de forma rutinaria por parte de la crítica, como Byrge, que la llamó «premonitoria» y «bien elaborada», y Travers: «Las agonías cotidianas de la vida en la prisión se presentan meticulosamente... casi se puede sentir la frustración y la rabia calando en la piel de los internos». Gleiberman ensalzó la elección del escenario, escribiendo: «Las imágenes saturadas y oscuras como el musgo tienen una sensualidad fragante; sientes como si pudieras extender la mano y tocar las paredes de la prisión». Asimismo, Byrge comentó sobre la partitura de Newman, «en sus mejores momentos, se ilumina con texturas radiantes y notas de gracia vivaces, muy emblemáticas del tema central de la película», y Klady la describió como «el equilibrio correcto entre lo sombrío y lo absurdo».

#### Hispanoamericana y española
En el mundo de habla hispana, la película también recibió críticas mayoritariamente positivas. Daniel Quesada de Hobby Consolas destacó su impacto: «Es uno de esos filmes que todo el mundo ha tenido ocasión de ver y que tarde o temprano acaba saliendo a colación cuando se habla de las mejores películas que hemos visto en nuestra vida». Al tiempo, en su retrospectiva también alabó la labor del director tanto en la obra como en otras de sus producciones, con hincapié en su faceta como «especialista en contar historias con sentimiento». De igual manera, no olvidó comentar otros aspectos: «Aun sin grandes artificios, está dirigida con un pulso ajustadísimo: la composición de los planos es efectiva y elegante, las secuencias tienen el ritmo perfecto y, aunque muestra conflictos tan terribles como las violaciones, el asesinato o los malos tratos, lo hace de una manera que impacta pero no duele». Finalmente, le otorgó una nota de 96/100, que en el portal tiene una significación de «obra maestra». Javier Cazallas, desde la misma publicación, opinó en la misma línea que su compañero y dijo sobre ella: «Condenada a vivir entre las sombras de un año cargado de éxitos cinematográficos se convirtió en una cinta imprescindible para todo cinéfilo que se precie». De igual manera, Adrián Massanet, redactor de Espinof.com, apreció el trabajo del director, de quien dijo que «en su debut, lo logra [la “meta suprema del arte”] con una maestría poco común en un primerizo, filmando uno de los más bellos y emocionantes filmes de las últimas décadas». A su vez, comparó la cinta con otras de los años 1950 como Sunset Boulevard (1950) o Río Bravo (1959), a la par que argumentó que «no ha sido realmente valorada como se merece».
Daniel Jiménez Pulido, para su revisión en AlohaCriticón.com, la consideró como una de las mejores obras cinematográficas de los años 1990, sobre todo en el género carcelario. Por otro lado, argumentó que «está llena de gran carga dramática, pero en ningún momento cae en la sensiblería más ñoña», a la par que destacó entre todas la escena en la que Brooks se suicida. También hizo hincapié en el desempeño del dúo protagonista, así como en los diálogos y el estudio de los personajes, al tiempo que quiso hacer mención al trabajo del compositor por proporcionar una banda sonora que «aporta su particular sello de identidad a los grandes temas compuestos para acompañar, excepcionalmente, las escenas». De forma contraria a su colega, Antonio Valiente, argumentó que «está bastante bien», aunque no supera a otras producciones como The Great Escape (1963), La leyenda del indomable (1967) o La fuga de Alcatraz (1979), al igual que no posee «una banda sonora destacable ni los planos son nada del otro mundo». El sitio DeCine21.com le dio una puntuación de 9/10 y declaró que es un «extraordinario drama carcelario» y «algunas escenas son memorables».
Desde El País, Casimiro Torreiro publicó días después de su estreno en España un artículo sobre la película, que calificó como «una inteligente operación de mercado», y aunque llamó tanto a Freeman como a Robbins actores «competentes», aseguró: «No son lo que se dice estrellas de primera magnitud». Respecto a la aventura que narra, declaró: «Operación estrictamente comercial, en tanto cuenta una historia con todos los ingredientes para interesar a un público amplio y poco exigente». Añadió: «Operación de venta a cualquier precio es también el proponer al espectador contenidos y conflictos plenamente reconocibles por ya vistos [...] como no podía faltar, el final edificante y reconfortador, y una puesta en escena perfectamente calculada, entre blanda y denunciadora, pero sin pasarse». Torreiro, con una visión negativa, concluyó que es «un filme inteligente de cara a su rentabilidad, pero rutinario, mil veces deglutido y asimilado desde sus valores estéticos o narrativos». Noel Ceballos de la revista GQ valoró su carga emotiva, con la siguiente declaración: «Está expresada de un modo sencillo, directo, sin florituras estilísticas. Es una película que con la que todos los machos pueden admitir haberse emocionado. Nadie les juzgará por ello».

### Premios y reconocimientos
La película resultó candidata a una serie de premios y reconocimientos, entre los cuales se incluyen siete nominaciones en los premios Óscar, la mayor cantidad para una adaptación cinematográfica de Stephen King, en las categorías de mejor película, mejor actor, mejor guion adaptado, mejor fotografía, mejor montaje, mejor sonido y mejor banda sonora original en la ceremonia de 1995. De igual manera, recibió dos nominaciones en la 52.ª edición de los Globo de Oro, al mejor actor en una película dramática y al mejor guion. Freeman, candidato tanto en los Óscar como en los Globo de Oro, y Robbins fueron propuestos en la categoría al mejor actor en la ceremonia inaugural de los premios del Sindicato de Actores. Por su parte, el Sindicato de Directores de Estados Unidos incluyó a Darabont en la lista de nominados al mejor director, a la par que para el mejor guion adaptado en los premios WGA. Deakins ganó el galardón de la American Society of Cinematographers por logro sobresaliente en cinematografía, mientras que la productora Niki Marvin recibió una nominación en los premios del Sindicato de Productores de América a la mejor película.
En 1999, el crítico de cine Roger Ebert la añadió a su recopilatorio The Great Movies. Asimismo, ha sido incluida en varios listados realizados por el American Film Institute, tanto que desde la última revisión realizada en 2007, se encuentra en el 72.º puesto de 100 años... 100 películas, por encima de obras estrenadas el mismo año como Forrest Gump (76.º) o Pulp Fiction (94.º). De igual manera, ocupa el 23.º lugar en 100 años... 100 inspiraciones, al igual que fue candidata para entrar en otros listados, como los personajes de Andy y Warden Norton para 100 años... 100 héroes y villanos (101.º y 261.º, respectivamente), la cita «Get busy livin', or get busy dyin'» para 100 años... 100 frases (308.º), la pista «Sull'aria... che soave zeffiretto» para 100 años... 100 canciones y la obra de Newman para 100 años de bandas sonoras (199.º).
El Sindicato de Guionistas de Estados Unidos incluyó en 2005 la adaptación de Darabont en el 22.º puesto de su lista de los 101 mejores guiones, y un año después, Film4 la posicionó como la decimotercera película que ver antes de morir. En 2014, fue nombrada la cuarta obra cinematográfica favorita de Hollywood, según una encuesta a 2120 miembros de la industria, al tiempo que en 2017, The Daily Telegraph lo nombró el decimoséptimo mejor filme carcelario jamás realizado y USA Today lo clasificó como uno de los 50 mejores de todos los tiempos, como también hizo GamesRadar+ con su final, ubicándolo el primero. Por otro lado, aparece en varios listados de las mejores películas de la década de 1990, por medios que incluyen: Paste y NME (2012), Complex (2013), CHUD.com (2014), MSN (2015), TheWrap, Maxim, y Rolling Stone (las tres de 2017). A continuación varios de los premios y nominaciones que obtuvo:
| \| Premios \| Categoría \| Receptor \| Resultado \| \| ------------------------------------------------ \| ------------------------------------- \| ---------------------------------------------------------------- \| --------- \| \| Premios del Sindicato de Actores (1995)[110] \| Mejor actor \| Morgan Freeman \| Nominado \| \| Premios del Sindicato de Actores (1995)[110] \| Mejor actor \| Tim Robbins \| Nominado \| \| Premios Óscar (1995)[108] \| Mejor película \| Niki Marvin \| Nominado \| \| Premios Óscar (1995)[108] \| Mejor actor \| Morgan Freeman \| Nominado \| \| Premios Óscar (1995)[108] \| Mejor guion adaptado \| Frank Darabont \| Nominado \| \| Premios Óscar (1995)[108] \| Mejor fotografía \| Roger Deakins \| Nominado \| \| Premios Óscar (1995)[108] \| Mejor montaje \| Richard Francis-Bruce \| Nominado \| \| Premios Óscar (1995)[108] \| Mejor sonido \| Robert J. Litt, Elliot Tyson, Michael Herbick y Willie D. Burton \| Nominado \| \| Premios Óscar (1995)[108] \| Mejor banda sonora original \| Thomas Newman \| Nominado \| \| Premios Saturn (1995)[133] \| Mejor película de acción o aventuras \| The Shawshank Redemption \| Nominado \| \| Premios Saturn (1995)[133] \| Mejor guion \| Frank Darabont \| Nominado \| \| Premios Eddie (1995)[134] \| Mejor edición \| Richard Francis-Bruce \| Nominado \| \| Premios de la ASC (1995)[88] \| Logro sobresaliente en cinematografía \| Roger Deakins \| Ganador \| \| Premios Chlotrudis (1995)[135] \| Mejor actor \| Morgan Freeman \| Ganador \| \| Premios Chlotrudis (1995)[135] \| Mejor actor \| Tim Robbins \| Nominado \| \| Premios del Sindicato de Directores (1995)[111] \| Mejor director \| Frank Darabont \| Nominado \| \| Premios Globo de Oro (1995)[109] \| Mejor actor en una película dramática \| Morgan Freeman \| Nominado \| \| Premios Globo de Oro (1995)[109] \| Mejor guion \| Frank Darabont \| Nominado \| \| Premios del Sindicato de Productores (1995)[112] \| Mejor película \| Niki Marvin \| Nominado \| \| Premios WGA (1995)[136] \| Mejor guion adaptado \| Frank Darabont \| Nominado \| \| Premio Humanitas (1996)[137] \| Mejor largometraje \| Frank Darabont \| Ganador \| \| Premios de la Academia Japonesa (1996)[138] \| Mejor película extranjera \| The Shawshank Redemption \| Ganador \| \| Premios de cine de Mainichi (1996)[139] \| Mejor película extranjera \| Frank Darabont \| Ganador \| |                                       |                                                                  |           |
| Premios | Categoría                             | Receptor                                                         | Resultado |
| Premios del Sindicato de Actores (1995) | Mejor actor                           | Morgan Freeman                                                   | Nominado  |
| Premios del Sindicato de Actores (1995) | Mejor actor                           | Tim Robbins                                                      | Nominado  |
| Premios Óscar (1995) | Mejor película                        | Niki Marvin                                                      | Nominado  |
| Premios Óscar (1995) | Mejor actor                           | Morgan Freeman                                                   | Nominado  |
| Premios Óscar (1995) | Mejor guion adaptado                  | Frank Darabont                                                   | Nominado  |
| Premios Óscar (1995) | Mejor fotografía                      | Roger Deakins                                                    | Nominado  |
| Premios Óscar (1995) | Mejor montaje                         | Richard Francis-Bruce                                            | Nominado  |
| Premios Óscar (1995) | Mejor sonido                          | Robert J. Litt, Elliot Tyson, Michael Herbick y Willie D. Burton | Nominado  |
| Premios Óscar (1995) | Mejor banda sonora original           | Thomas Newman                                                    | Nominado  |
| Premios Saturn (1995) | Mejor película de acción o aventuras  | The Shawshank Redemption                                         | Nominado  |
| Premios Saturn (1995) | Mejor guion                           | Frank Darabont                                                   | Nominado  |
| Premios Eddie (1995) | Mejor edición                         | Richard Francis-Bruce                                            | Nominado  |
| Premios de la ASC (1995) | Logro sobresaliente en cinematografía | Roger Deakins                                                    | Ganador   |
| Premios Chlotrudis (1995) | Mejor actor                           | Morgan Freeman                                                   | Ganador   |
| Premios Chlotrudis (1995) | Mejor actor                           | Tim Robbins                                                      | Nominado  |
| Premios del Sindicato de Directores (1995) | Mejor director                        | Frank Darabont                                                   | Nominado  |
| Premios Globo de Oro (1995) | Mejor actor en una película dramática | Morgan Freeman                                                   | Nominado  |
| Premios Globo de Oro (1995) | Mejor guion                           | Frank Darabont                                                   | Nominado  |
| Premios del Sindicato de Productores (1995) | Mejor película                        | Niki Marvin                                                      | Nominado  |
| Premios WGA (1995) | Mejor guion adaptado                  | Frank Darabont                                                   | Nominado  |
| Premio Humanitas (1996) | Mejor largometraje                    | Frank Darabont                                                   | Ganador   |
| Premios de la Academia Japonesa (1996) | Mejor película extranjera             | The Shawshank Redemption                                         | Ganador   |
| Premios de cine de Mainichi (1996) | Mejor película extranjera             | Frank Darabont                                                   | Ganador   |

## Legado e impacto

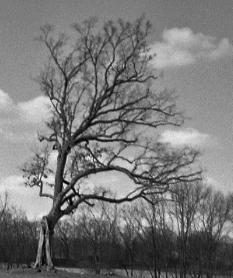
El roble tras ser partido por un rayo en 2011.

Años después del estreno, Darabont dirigió y trabajó con otras dos historias de Stephen King, The Green Mile (1999) y The Mist (2007), si bien en una entrevista realizada en 2016 el escritor dijo que The Shawshank Redemption era su adaptación favorita de entre todas las realizadas de su obra, junto con Cuenta conmigo. Por otra parte, el roble bajo el cual Andy deja una nota para Red dirigiéndolo a Zihuatanejo, se convirtió en un símbolo de esperanza por su papel en la película, y es considerado un icono. En 2016, el diario The New York Times informó que el árbol se había convertido en un atractivo turístico, al atraer a miles de visitantes año tras año. El 29 de julio de 2011 un rayo lo destruyó parcialmente, noticia con gran repercusión en varios noticieros, periódicos y sitios web de Estados Unidos, y que incluso llegó a lugares tan distantes como la India. A causa de fuertes vientos, acabó derribado en julio de 2016, y se talaron sus vestigios en abril de 2017, mientras que los restos se convirtieron en parte de los recuerdos del filme.
Por otro lado, el sitio de la prisión, que estaba planeado para ser demolido por completo después del rodaje, también se convirtió en un lugar de interés turístico. La Mansfield Reformatory Preservation Society, un grupo de entusiastas de la película, compró el edificio por un dólar en 2000 y se encargó de mantenerlo como un hito histórico, tanto por su propósito como prisión como por lugar de filmación. Un informe publicado en 2019 estimó que la atracción generaba cerca de 16 millones de dólares en ingresos anuales. Muchas de las habitaciones y accesorios permanecen allí, incluida la tubería falsa a través de la cual escapa Andy, a la par que el área circundante también es visitada por fanáticos, y las empresas locales comercializan «Shawshanwiches» y bizcochos Bundt con la forma del edificio. De acuerdo con la Oficina de Convenciones y Visitantes del Condado de Mansfield/Richland (más tarde llamada Destination Mansfield), el turismo en el área había aumentado cada año desde el estreno de The Shawshank Redemption, y en 2013 atrajo a 18 000 visitantes y generó una cantidad superior a los 3 millones de dólares para la economía local. Desde 2008, Destination Mansfield opera Shawshank Trail, una serie de quince paradas marcadas alrededor de lugares relacionados con la película en Mansfield, Ashland, Upper Sandusky y St. Croix; en 2018 logró 16,9 millones de dólares en ingresos.
A fines de agosto de 2014 se llevó a cabo una sucesión de eventos en Mansfield para celebrar su vigésimo aniversario, como su proyección en el Renaissance Theatre, un recorrido en autobús por ubicaciones del rodaje y un cóctel en el reformatorio. Asimismo, algunos miembros del elenco, incluidos Gunton, Scott Mann, Renee Blaine y James Kisicki, asistieron a algunos de los acontecimientos. El vigesimoquinto aniversario se celebró de manera similar en 2019, con invitados como Darabont, Blaine, Mann, Gunton, Alfonso Freeman, Bellows, Rolston, Claire Slemmer y Frank Medrano. El director afirmó que solo en este evento, la primera vez que volvía a Mansfield, pudo darse cuenta del impacto duradero de su obra, a la vez que afirmó: «Es una sensación muy surrealista estar de regreso todos estos años después y que la gente todavía siga hablando al respecto».

### En la cultura popular

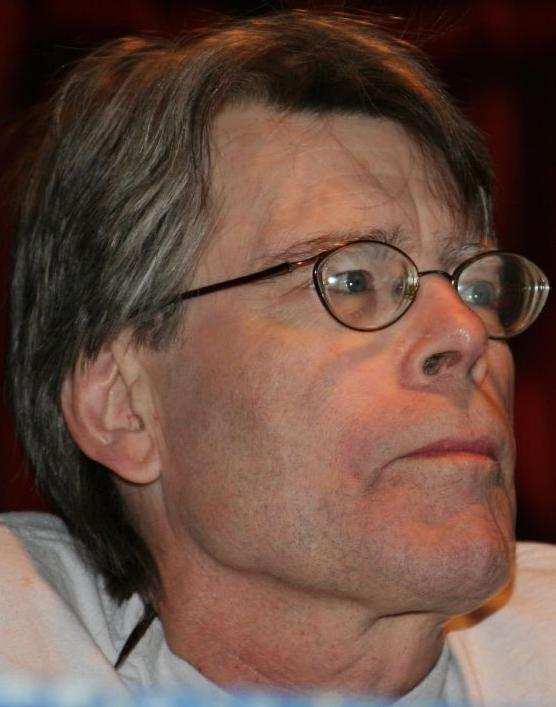
Stephen King en 2007.

En noviembre de 2014, la Academia de Artes y Ciencias Cinematográficas celebró el vigésimo aniversario del filme con una proyección especial de una noche en el Samuel Goldwyn Theater, en Beverly Hills, California. En 2015, la Biblioteca del Congreso de Estados Unidos la seleccionó para ser conservada en el Registro Nacional de Cine por ser «cultural, histórica o estéticamente significativa», ante lo que Darabont respondió: «No se me ocurre mayor honor que el hecho de que Shawshank Redemption sea considerado parte del legado cinematográfico de nuestro país». Por su parte, la revista Variety dijo que la palabra «Shawshank» podría usarse para transmitir instantáneamente imágenes de una prisión.
El aprecio significativo y duradero del público por el filme a menudo ha sido difícil de definir para los críticos, tanto que en una entrevista, Freeman declaró que «casi donde quiera que vayas, la gente dice: The Shawshank Redemption, la mejor película que he visto» y que esos elogios «simplemente salen de ellos». De igual manera, Robbins aseguró: «Lo juro por Dios, en todo el mundo, donde quiera que vaya, hay personas que dicen: “Esa película cambió mi vida”». Por su parte, Stephen King dijo: «Si esa no es la mejor adaptación de mi obra, es la segunda o la tercera, y ciertamente, en la mente de los cinéfilos, es probablemente la mejor porque generalmente se encuentra en la cúspide de estas encuestas que hacen sobre películas. Nunca esperé que sucediera algo así». En un artículo de Variety de 2014, Robbins afirmó que el político y activista sudafricano Nelson Mandela le habló de su amor por el filme, mientras que ha sido citada como fuente de inspiración por varios deportistas, concretamente de parte de jugadores de rugby, como es el caso del inglés Jonny Wilkinson, el argentino Agustín Pichot, el canadiense Al Charron y el estadounidense Dan Lyle, así como por la duquesa de York Sarah Ferguson. Gunton mencionó que se había encontrado con fanáticos de la película en lugares como Marruecos, Australia, América del Sur, Alemania, Francia o incluso Bora Bora. El director Steven Spielberg dijo se trataba de «una película de chicle: si la pisas, se te pega al zapato», a la par que en el vigesimoquinto aniversario, Darabont manifestó que las generaciones mayores la compartían con las más jóvenes, lo que en parte contribuía a su longevidad.
Desde 2008 siempre ha ocupado el número uno en el top 250 generado por usuarios de la base de datos Internet Movie Database, cuando superó a El padrino (1972), habiendo permanecido en la cima o cerca de ella desde finales de la década de 1990. En el Reino Unido, los lectores de Empire la votaron como la mejor obra cinematográfica de los años 1990, la mejor de todos los tiempos en 2006, y la cuarta en la lista de las 500 mejores jamás realizadas (2008) y en la de las 100 mejores (2017). De manera similar, los oyentes de BBC Radio 1 y BBC Radio 1Xtra la votaron en marzo de 2011 como su película favorita en toda la historia del cine. Por otro lado, una encuesta realizada en 2013 por Sky UK la nombró como una de las obras más grandes que no llegaron a ganar un Óscar a la mejor película. Además, cuando el British Film Institute analizó el desglose demográfico de una encuesta hecha por YouGov que la situó como la favorita de Reino Unido, señaló que si bien no fue la mejor clasificada en ningún grupo, apareció entre las quince principales de cada edad, lo que sugiere que es capaz de conectar con todas las generaciones encuestadas, a diferencia de Pulp Fiction (1994), donde el resultado reflejaba sesgo hacia las generaciones jóvenes, y a Lo que el viento se llevó (1939) hacia las generaciones mayores.
Del mismo modo, una encuesta realizada en 2017 por el Aeropuerto de Londres-Gatwick la identificó como la cuarta mejor película para ver durante el vuelo. Cuando el crítico de cine Mark Kermode entrevistó a una gran cantidad de cinéfilos estadounidenses, compararon el filme con una «experiencia religiosa». Asimismo, en 2015 una encuesta la posicionó como la obra cinematográfica favorita de Nueva Zelanda, prueba de que el aprecio de los fanáticos la ha llevado a ser considerada una de las más queridas de todos los tiempos.